# Elliott Smith
Steven Paul ,,Elliott" Smith (Omaha, Nebraska, 1969. augusztus 6. – Los Angeles, Kalifornia, 2003. október 21.) amerikai énekes, dalszövegíró és zenész.

## Élete
Smith Nebraska államban, Omahában született, majd fiatal korának egy részét Texasban, életének jelentősebb részét az Oregon állambeli Portlandben töltötte, és itt is szerezte az első rajongóit. Smith elsődleges hangszere a gitár volt, de játszott zongorán, klarinéten, basszusgitáron, harmonikán és dobolni is tudott. Jellegzetes hangja „suttogó és vékony volt, mint a pókháló”.
Miután több év után otthagyta a Heatmiser nevű együttest, 1994-ben Smith szólókarrierbe kezdett. Ez idő alatt több független kiadóval is szerződést kötött, mint például a Cavity Search és a Kill Rock Stars (KRS). 1997-ben leszerződött a DreamWorks Records-hoz, ahol két albumot is kiadott. Smith kiemelkedését a ,,Miss Misery" c. számának köszönhette, amely a Good Will Hunting c. film zenéjeként Oscar-jelölést is kapott 1998-ban.
Smith depressziótól, alkoholizmustól és drogfüggőségtől szenvedett, ami gyakran kimutatkozik dalaiban is. 34 évesen halt meg Los Angelesben, Kaliforniában, hatodik nagylemezének munkálatai közben öngyilkos lett. A From a Basement on the Hill c. lemezét posztumusz adták ki.

## Diszkográfia
- Roman Candle (1994)
- Elliott Smith (1995)
- Either/Or (1997)
- XO (1998)
- Figure 8 (2000)
- From a Basement on the Hill (2004)